# Pachypeza borealis
Pachypeza borealis är en skalbaggsart som beskrevs av Hovore och Giesbert 1998. Pachypeza borealis ingår i släktet Pachypeza och familjen långhorningar.
Artens utbredningsområde är Guatemala. Inga underarter finns listade i Catalogue of Life.